# لوري ميتكاف
لوري ميتكاف (بالإنجليزية: Laurie Metcalf)‏ (و. 1955 – م) هي ممثلة تلفزيونية، وممثلة أفلام، وممثلة، وممثلة مسرحية من الولايات المتحدة الأمريكية . ولدت في كاربوندال .

## التعليم
تعلمت في جامعة ولاية إلينوي

## جوائز وترشيحات
حصلت على جوائز منها:
- جائزة المسرح العالمي (1985).[5]

ترشحت لـ:
- Tony Award for Best Actress in a Play (2016)
- Tony Award for Best Actress in a Play (2013)
- Tony Award for Best Featured Actress in a Play (2008).

## روابط خارجية
- لوري ميتكاف على موقع IMDb (الإنجليزية)
- لوري ميتكاف على موقع روتن توميتوز (الإنجليزية)
- لوري ميتكاف على موقع ألو سيني (الفرنسية)
- لوري ميتكاف على موقع ميوزك برينز (الإنجليزية)
- لوري ميتكاف على موقع تيرنر كلاسيك موفيز (الإنجليزية)
- لوري ميتكاف على موقع أول موفي (الإنجليزية)
- لوري ميتكاف على موقع قاعدة بيانات برودواي على الإنترنت (الإنجليزية)
- لوري ميتكاف على موقع قاعدة بيانات الأفلام السويدية (السويدية)
- لوري ميتكاف على موقع إن إن دي بي (الإنجليزية)
- لوري ميتكاف على موقع ديسكوغز (الإنجليزية)